# Comunicação interna
Comunicação interna é a função responsável pela comunicação efetiva entre integrantes de uma organização. Setor relativamente jovem, a comunicação interna baseia-se nas teorias e práticas de profissões relacionadas, como jornalismo, relações públicas, marketing e recursos humanos, entre outras.
Os profissionais responsáveis pela comunicação interna criam diferentes estratégias de comunicação que envolvem canais de transmissão de informação (inclusive por meios tradicionais de comunicação), mas também ações que permitam o diálogo, o envolvimento e até mesmo a gestão colaborativa com participação de todos os segmentos. Há iniciativas bastante interessantes nesse sentido como, por exemplo, o case da Embrapa. Outro exemplo bastante interessante é a experiência da Viapar, que em 2008 ganhou o prêmio Aberje na categoria "Comunicação e Relacionamento com o Público Interno", disputando com grandes organizações do país. 
Aliás, é muito importante considerar que um dos grandes avanços da comunicação interna se dá justamente quando essa área deixa de ser meramente reprodutora de informações para, de fato, permitir a construção de redes de relacionamento, colaboração, construção de conhecimento e aprendizagem.As comunidades de prática são exemplos bastante interessantes.
Esse ponto de virada inclui uma nova percepção a respeito das redes informais de comunicação, aquelas que acontecem no intervalo do cafezinho ou mesmo entre os colegas de trabalho, que são extremamente úteis no que diz respeito à construção de organizações que aprendem e em que seus profissionais se desenvolvem.
Além da visão clássica de comunicação interna, no cenário digital, em que as empresas não tem mais muros, há alguns autores como Pimentel (2019) que propõe uma mudança nessa concepção, especialmente pelo fato de que:
1.      Cada empresa tem múltiplas culturas, não havendo apenas 'uma' comunicação nas organizações;
2.      O público não pode ser chamado de ‘interno’, pois até mesmo em uma única baia pode haver diversas segmentações de visões, percepções e culturas;
3.      Não existe uma mensagem para dentro e outra para fora, em tempos de redes sociais e compartilhamento de conteúdos em tempo real. tudo é integrado e diz algo sobre a marca;
4.      O colaborador não é sujeito passivo e vazio de conteúdo. Ele é parte ativa do processo de comunicação, então, porque pensamos nele só como alguém que está 'lá dentro'?